# ミシェル・ノストラダムス師の予言集 (1568年)

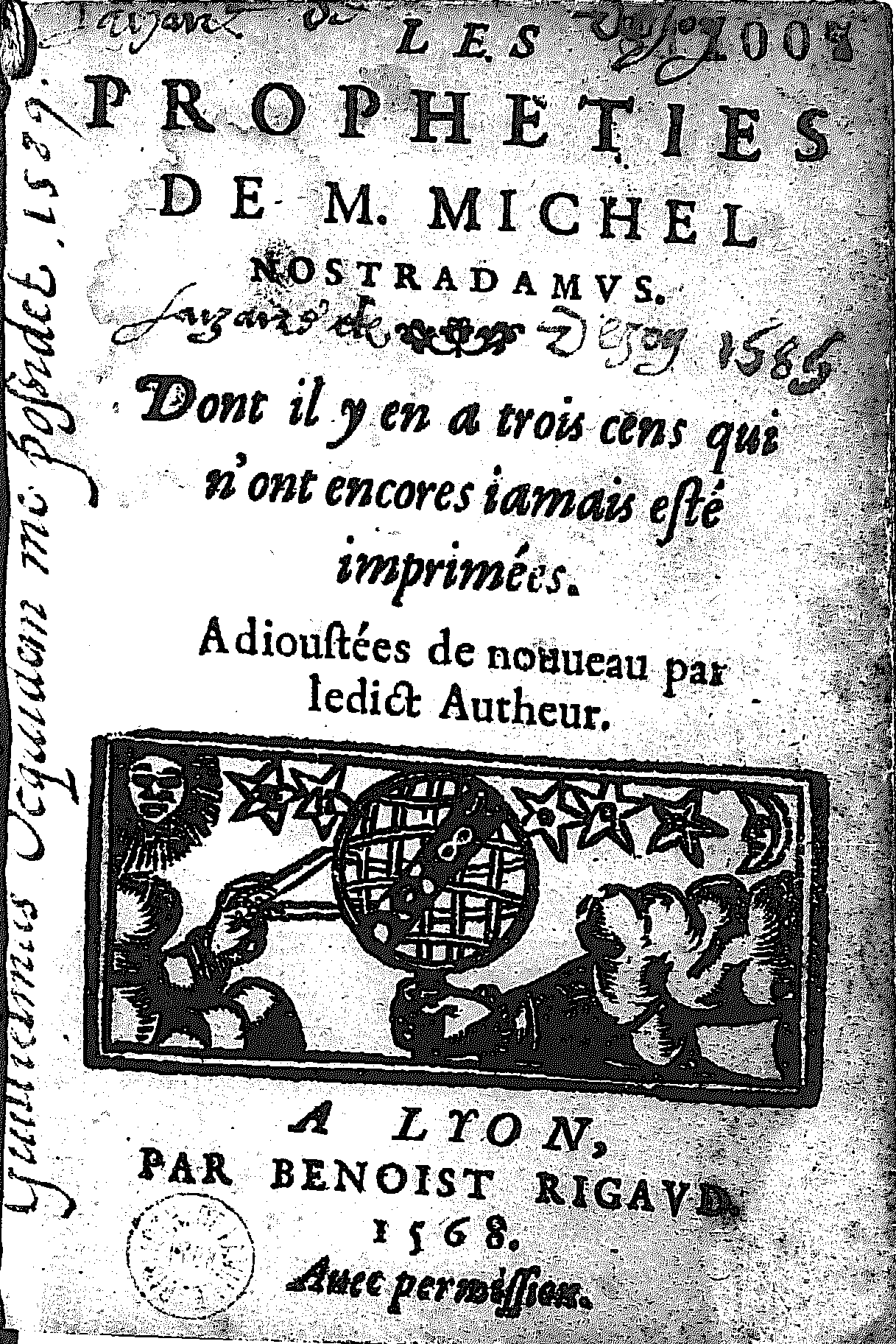
1568年版（第一部）

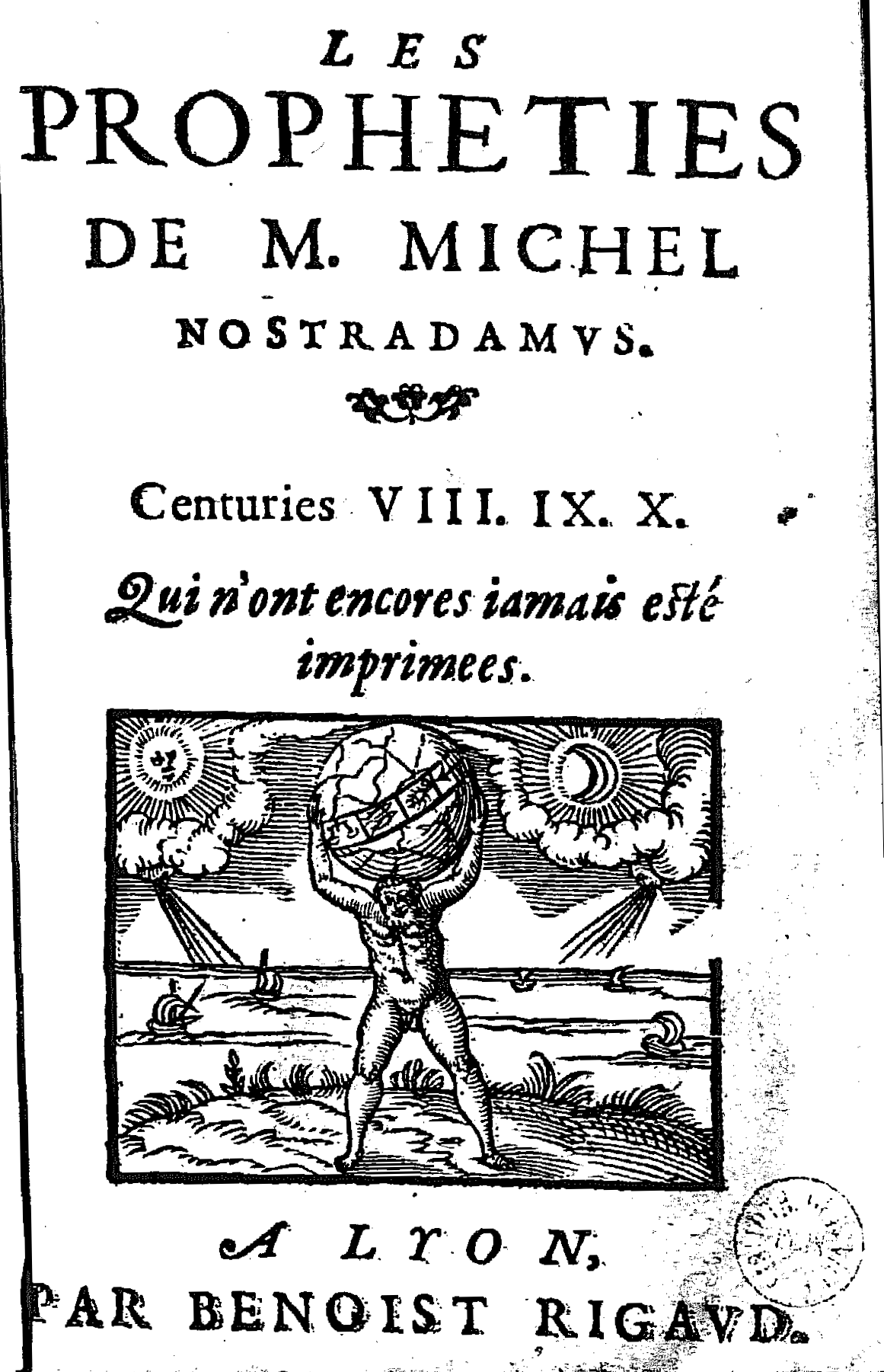
1568年版（第二部）

1568年にリヨンで出版された『ミシェル・ノストラダムス師の予言集』は、占星術師ノストラダムスの予言集のうち、現在確認されている範囲では最古の完全版にあたるものである。
有名な「恐怖の大王」の詩もこの版で初めて登場したが、ノストラダムスの死後2年目にあたる出版のため、この版で初登場した部分を偽作と見なす論者も存在する。

## 構成
この版は十六折の本で、基本的なサイズは7cm程度 x 10 cm程度である（現存する版によって若干のブレがある）。ページ数は全202ページである。ただし、特徴的なのはページ番号が第一部と第二部で独立して付けられている点である（第一部が125ページ、白紙のページを1ページ分挟んで、第二部が76ページ）。

### 第一部

#### タイトルページ
メインタイトルは、1557年（9月6日）版と同じ「ミシェル・ノストラダムス師の予言集。前述の著者によって新たに加えられた未刊の300篇を含む」である。
その下の木版画にはアストロラーベを掲げている手が描かれ（冒頭の画像参照）、従来の書斎に座って窓から星を眺めるノストラダムスを描いた木版画とは異なっている。
木版画の下にはリヨンの印刷業者ブノワ・リゴーの名前と、印刷した年のアラビア数字での表示がある（A Lyon, PAR BENOIST RIGAUD. 1568）。

#### 構成
タイトルページの後に息子セザールに宛てた書簡の体裁をとった序文（セザールへの手紙）が続くが、これは初版や1557年9月6日版に掲載されたものとほぼ同じもので、特段の増補や改稿は行われていない。序文の末尾に添えられた日付も「1555年3月1日」のままである。
その後に本編といえる百詩篇集が収められている。1557年9月6日版と同様に第7巻42番までが掲載されている。各巻は100篇の四行詩から成るが、第6巻のみは99番までしかなく、その後に番号の振られていない全文ラテン語の四行詩が続くという変則的な構成になっているのも、1557年9月6日版と同じである。
第7巻42番の後にFIN（完）とあり、第一部が締めくくられている。

### 第二部

#### タイトルページ

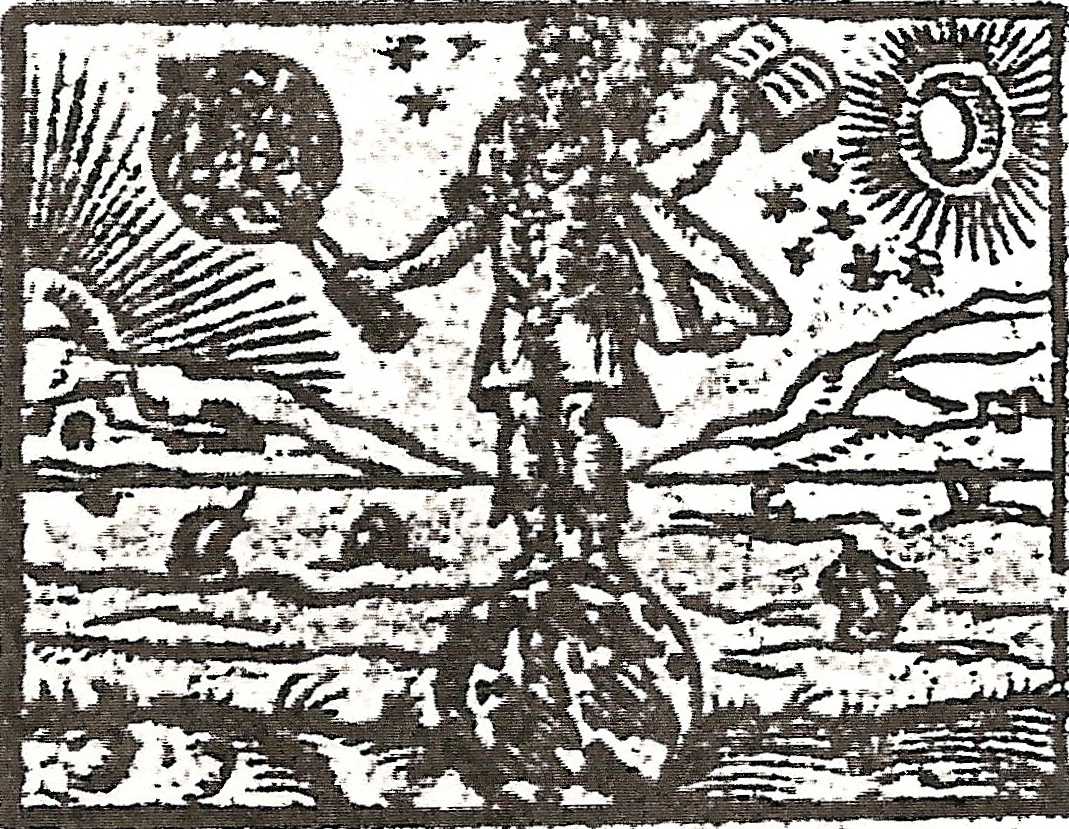
地球に乗った人物の木版画

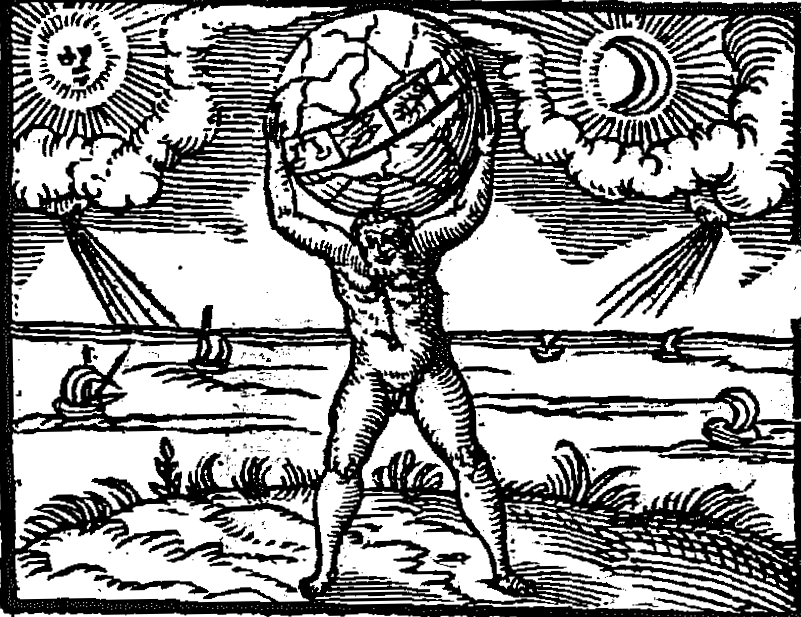
アトラスの木版画

タイトルページには「ミシェル・ノストラダムス師の予言集。未刊であった百詩篇第八・九・十巻（Les Prophéties de M. Michel Nostradamus. Centuries VIII. IX. X. Qui n'ont encores jamais esté imprimées）」とある。このタイトルを持つ先行する版は、確認されていない。
木版画は地球の上に乗った人物が描かれている版と、地球を支える巨人アトラースが描かれている版の2通りがある。

#### 構成
タイトルページの後に国王アンリ2世に宛てた献呈文の体裁をとった序文（アンリ2世への手紙）が続く。末尾に添えられた日付は「1558年6月27日」とあるが、1558年に出版された事実は確認されていない（後出の#1558年版参照）。
その後に 百詩篇集第8巻1番から第10巻100番までの300篇の四行詩が収められている。このうち、第8巻52番の詩は四行目が冒頭で唐突に途切れており、第10巻91番も最後の行に類似の欠落がある可能性が指摘されている。これらの理由は分かっていない。
1555年版や1557年版は末尾に印刷された日付が書かれていたが、この版にはそうした記載はない。

### 第7巻の欠落
1557年9月6日版では、百詩篇第7巻は42番で終わっていた。1568年版では、上で見たように残りの43番から100番が補完されないまま、第二部が追加されている。このことは現在でも大きな論点の一つになっている。
ミシェル・ショマラやパリ第12大学助教授のブリューノ・プテ＝ジラールは、別人がノストラダムスの死後に第二部を付け足したために、この様な不整合が起こってしまったと考えている。第二部を本物と考えるピエール・ブランダムールも、この不整合については理由未詳としていた。他方で、ピーター・ラメジャラーのように、出版業者の都合で生じたものにすぎないとする者もいる。
ともあれ、この58篇の欠落は、後世に偽作の余地を与えることになった。17世紀には、7巻の43番、44番と称するものが複数現れた。トロワで出現した43番、リヨンで出現した43番、44番、フロンドの乱の最中に現れたとされる42番、43番（後述）などである。
また、17世紀に現れた六行詩集が全58篇なのも、7巻の欠落を意識したものと見なされている。

## 出版業者
ブノワ・リゴーは、リヨンの大出版業者で、幅広く事業を手がけていた。多くの印刷工たちに実際の印刷作業を下請けさせており、1568年版のいくつかもそうした下請け業者の一人、ピエール・ルーサンが手がけたという説もある。
リゴーは『予言集』以外のノストラダムスの本も手がけており、1566年に『王太后への書簡』を、1572年に『化粧品とジャム論』の再版の一つを、それぞれ出版している。
前者の出版の折に、ノストラダムスとリゴーの間に面識が出来、それが1568年の『予言集』出版に結びついたと見る者もいる。また、その後20年間、ノストラダムスの『予言集』は一切版を重ねていないことから、リゴーに何らかの独占権が付与されていた可能性を指摘する者もいる。
他方、リゴーは手広い出版事業の中、ノストラダムスの便乗本も多く出版していた。そもそもリゴーが最初に出したノストラダムス本（1564年頃）自体が、ノストラダムス2世の著書であった。それ以降も、「ノストラダムスの一番弟子」、クレスパン・ノストラダムス、アンベール・ド・ビリー、ジャン・マリア・コロニ、コルモペードなど、偽者や模倣者の著書を非常に手広く出版している。

## 書誌上の言及
1568年版に最初に言及したのは、同時代の書誌学者アントワーヌ・デュ・ヴェルディエで、1585年のことだった。彼は「ミシェル・ド・ノストラダムス」の項で批判的にこう紹介している。
1568年にブノワ・リゴーによってリヨンで印刷された四行詩による予言の10巻の百詩篇は、見るべき意味も韻律も表現もない。
書誌上の重要な言及を最初に行ったのは、19世紀末の書誌学者アンリ・ボードリエである。彼は、エクトール・リゴーの蔵書を元に、1568年版には微妙にタイトルページのレイアウトやデザインが異なるものがあることを指摘した。
この指摘を発展させたのが、ペルー人の実業家だったダニエル・ルソで、彼は1568年版をAからHの8種類に分類した。

## 分類
ルソが分類の基礎としたのは、表紙の木版画や花模様（fleuron）の違いである。彼の分類が今なお重要な意味を持っているのは、単に細かいレイアウトの違いだけでなく、それぞれの版にはテクストにも看過しえぬ差異があるからである。
例えば、「恐怖の大王」の「恐怖の」は、以下のA版やB版では deffraieur に、C版では d'effraieur に、分類外の版ではd'effrayeurに、それぞれなっているが、一番初めのものは「支払い役の大王」とでも訳すべきだとの指摘がなされている。このほかにも、第9巻89番の「効果」l'effait（A版、B版、C版）と「努力」l'effort（分類外の版）、第10巻35番の「メーヌ」Maine（A版、分類外の版）と「マルヌ」Marne（B版、C版）など、文意の把握に差し支えるような異文が複数ある。
こうした違いは、全ての版が実際に1568年に出されたわけではなく、より後の時代に再版されたものも含まれているためと推測されている。
以下の分類では、現存状況が分かるように所蔵している公共図書館等を記載したが、その情報の基礎になっているのはChomarat [1989], Benazra [1990] である。その後の情勢の変化等によって、さらに増えている可能性もある。一例を挙げるなら、B版の所蔵先の一つであるミシェル・ショマラ文庫にこれが入ったのは1998年11月のことであるが、そうした個別状況の変化は、以下の表には必ずしも反映されていない。
なお、「分類外」とあるのは、従来の分類にはない版として認識されるようになっている版を指している。
| 分類   | 所蔵先                                                                      | 備考                                                         |
| ------ | --------------------------------------------------------------------------- | ------------------------------------------------------------ |
| A版    | グラス市立図書館                                                            | [ 18 ]                                                       |
| A版    | スウェーデン王立図書館                                                      | [ 18 ]                                                       |
| A版    | グルノーブル市立図書館                                                      | 第二部のみ                                                   |
| B版    | リヨン市立図書館                                                            | [ 19 ]                                                       |
| B版    | リヨン市立図書館ショマラ文庫                                                | [ 18 ] [ 20 ]                                                |
| B版    | シャトールー市立図書館                                                      |                                                              |
| B版    | レ・ザルピーユ・ピエール＝ド＝ブラン博物館 （サン＝レミ＝ド＝プロヴァンス） |                                                              |
| B版    | イタリア国立図書館（フィレンツェ）                                          |                                                              |
| B版    | ハイデルベルク大学図書館                                                    | [ 18 ]                                                       |
| B版    | ヴロツワフ大学図書館                                                        |                                                              |
| C版    | ザクセン州立図書館（ドレスデン）                                            | 蔵書番号Magica.552,misc.2 第二部の刊行年を1570年としている。 |
| C版    | シャフハウゼン州立図書館                                                    | [ 18 ]                                                       |
| D版    | 現存は確認されていない                                                      | エクトール・リゴーの旧蔵書                                   |
| E版    | 市立メジャヌ図書館 （エクス＝アン＝プロヴァンス）                           | エクトール・リゴーの旧蔵書                                   |
| F版    | 現存は確認されていない                                                      | エクトール・リゴーの旧蔵書                                   |
| G版    | ポール・アルボー博物館 （エクス＝アン＝プロヴァンス）                       | 蔵書番号S.391                                                |
| H版    | 現存は確認されていない                                                      | ド・ナントの旧蔵書                                           |
| 分類外 | ポール・アルボー博物館 （エクス＝アン＝プロヴァンス）                       | 蔵書番号S.389                                                |
| 分類外 | ウェルカム図書館                                                            |                                                              |

上の分類のG版、H版の第一部のタイトルページには刊行年の記載がなく、厳密に言えば「1568年版」とするのは不正確なのだが、統一して扱うのが慣例になっているので、ここでもそれに従った。
なお、マルセイユ市立図書館にも1冊あることが知られているが、これはC版の第一部とB版の第二部を貼りあわせた版であることが指摘されている。

## 1558年版
1568年版は第一部と第二部が別々に分かれていることから、二つの版を貼り合わせたものである可能性が指摘されている。第一部の底本が1557年版であろうという点に議論はないが、第二部の底本は今なお議論の的である。
いくつかの根拠から第二部のみの版が存在した可能性は強く指摘されているが、2010年現在発見されていない。第二序文の日付から、それが1558年に出されていたと考える論者も少なくない。他方で偽作と考える論者たちも存在しており、1558年版が実在したかどうか、実在したとしてどのような文書が含まれていたのかについては、結論が出ていない。

## 1568年ブノワ・リゴー版を継いだ版

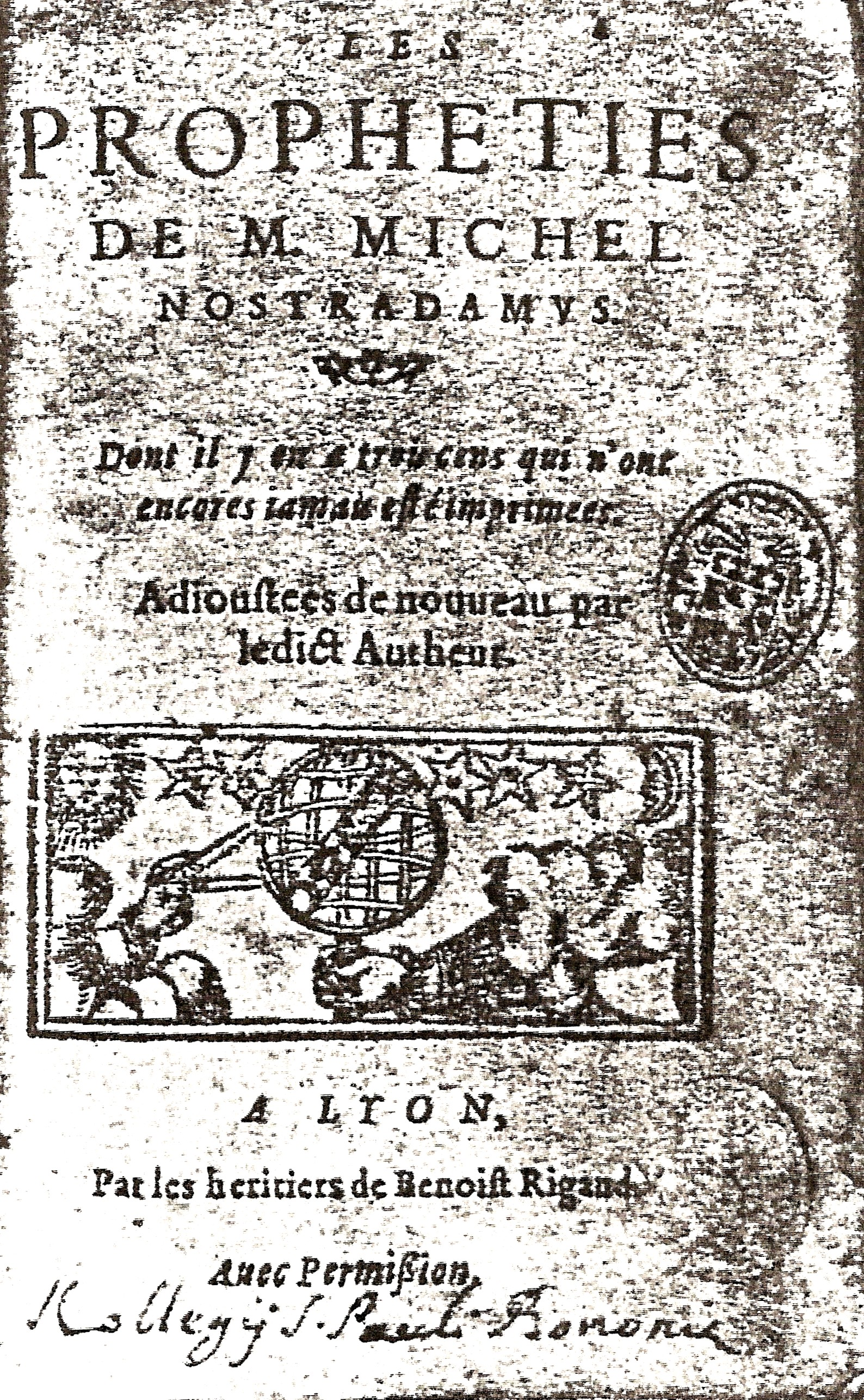
「リゴーの後継者たち」版

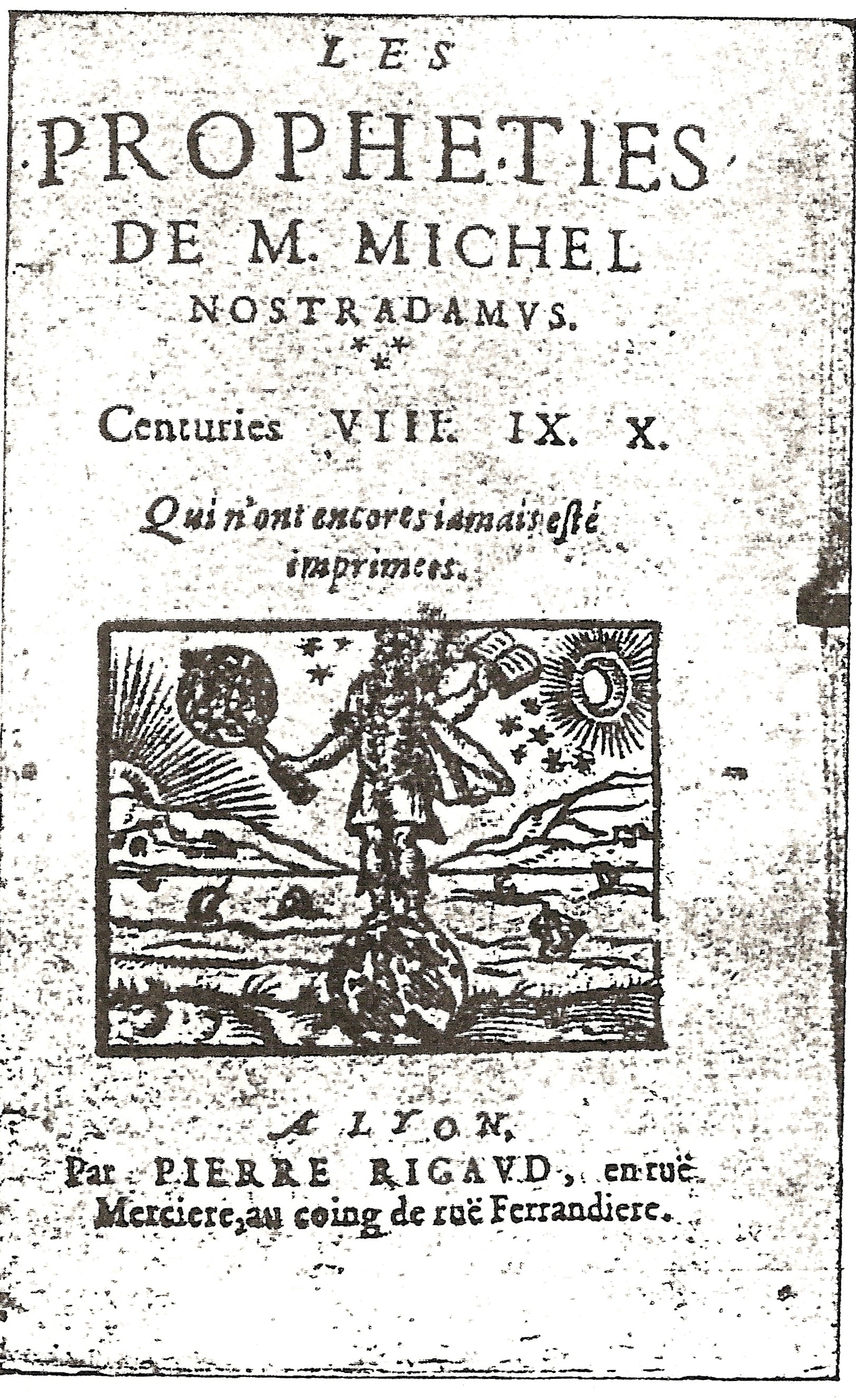
ピエール・リゴー版（第二部）

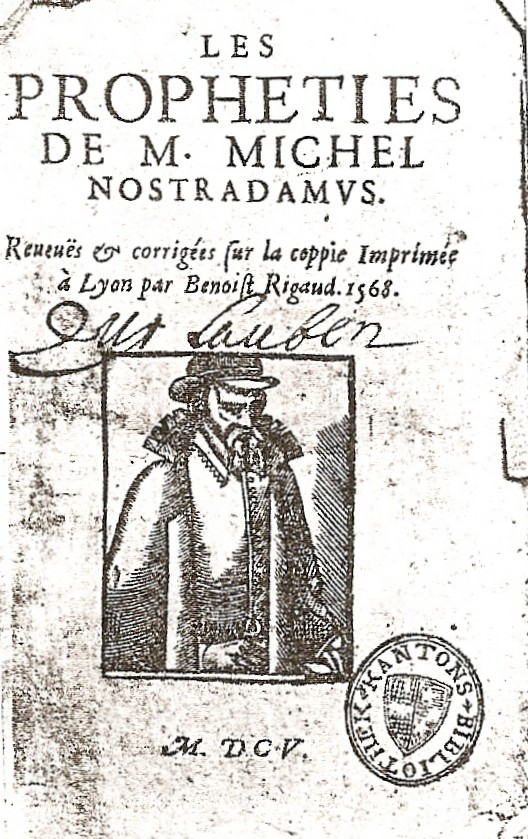
1605年版

ブノワ・リゴーは、1594年と1596年にも再版している。現存している版は、1594年と明記された第一部と1596年と明記された第二部が貼り合わされた変則的なものである。
ブノワは1597年3月に歿したが、それから1601年頃までは息子たちが「ブノワ・リゴーの後継者たち」という名義で出版事業を継続していた。この時にも、『予言集』は少なくとも1回出されている。このタイトルページのデザインは、1568年版と同じである（第二部の木版画はB版などと同じもの）。
1601年頃から、ブノワの息子たちは個人名で活動するようになった。その一人である長男のピエール・リゴーも、1568年版と同じデザインの予言集を出版した（第二部の木版画はA版などと同じもの）。彼が17世紀初頭に手がけた版は、タイトルページの版元の表示で使われている前置詞の違いから、少なくとも3種類あることが知られている。この原文は、1568年版を忠実に写したというよりは、少なからず修正が加えられたものになっている。
ほぼ同じころに、リヨンの業者ジャン・ポワイエが出した版は、表紙の木版画こそ違うものの、内容はピエール・リゴー版とほぼ全く同じであった。以降、17世紀末までリヨンでは数十回版を重ねることになるが、それらは基本的にこの流れを踏襲している。
前後するが、1590年にはカオールの出版業者ジャック・ルソーも、『予言集』を出版していた。全10巻の『予言集』がリヨン以外で出版されたのはそれが初めてであったが、その内容はブノワ・リゴー版を忠実に転記したものであったと指摘されている。
その後、1605年版（出版地・出版社の記載なし）のタイトルには、「1568年にリヨンで出されたブノワ・リゴーの版に基づき校正・改訂された版」（Reueues & corigées sur la coppie Imprimee à Lyon par Benoist Rigaud.1568.）と書かれ、同じ副題は1628年頃にトロワのピエール・デュ・リュオーによって出版された版にも用いられた。
さらに、1643年にマルセイユでクロード・ガルサンによって出された版でも「1568年にリヨンで出されたブノワ・リゴー版に基づく」（Prinses sur la coppie Imprimee à Lyon, par Benoist Rigaud.1568.）という副題が添えられていた。ただし、この版は、第二部に相当する内容を含む版の中では伝統的な二部構成を止めた初めての版であり、スタイルなどを忠実に引き継いだわけではない。
時代は下って、1772年にアヴィニョンのトゥサン・ドメルグによって出版された版には「1568年に実子セザール・ノストラダムスの監修で初めて出された版に基づく十巻構成の新版」（Nouvelle Edition imprimée d'après la copie de la premiere édition faite sous les yeux de César Nostradamus son fils en 1568. Divisée en Dix Centuries.）という副題が添えられていた（ちなみに1568年版にセザールが関与したとする資料は確認できない）。この副題は、その後フランス革命期にアヴィニョンで何度か出された版にも引き継がれた。

## 偽1568年版

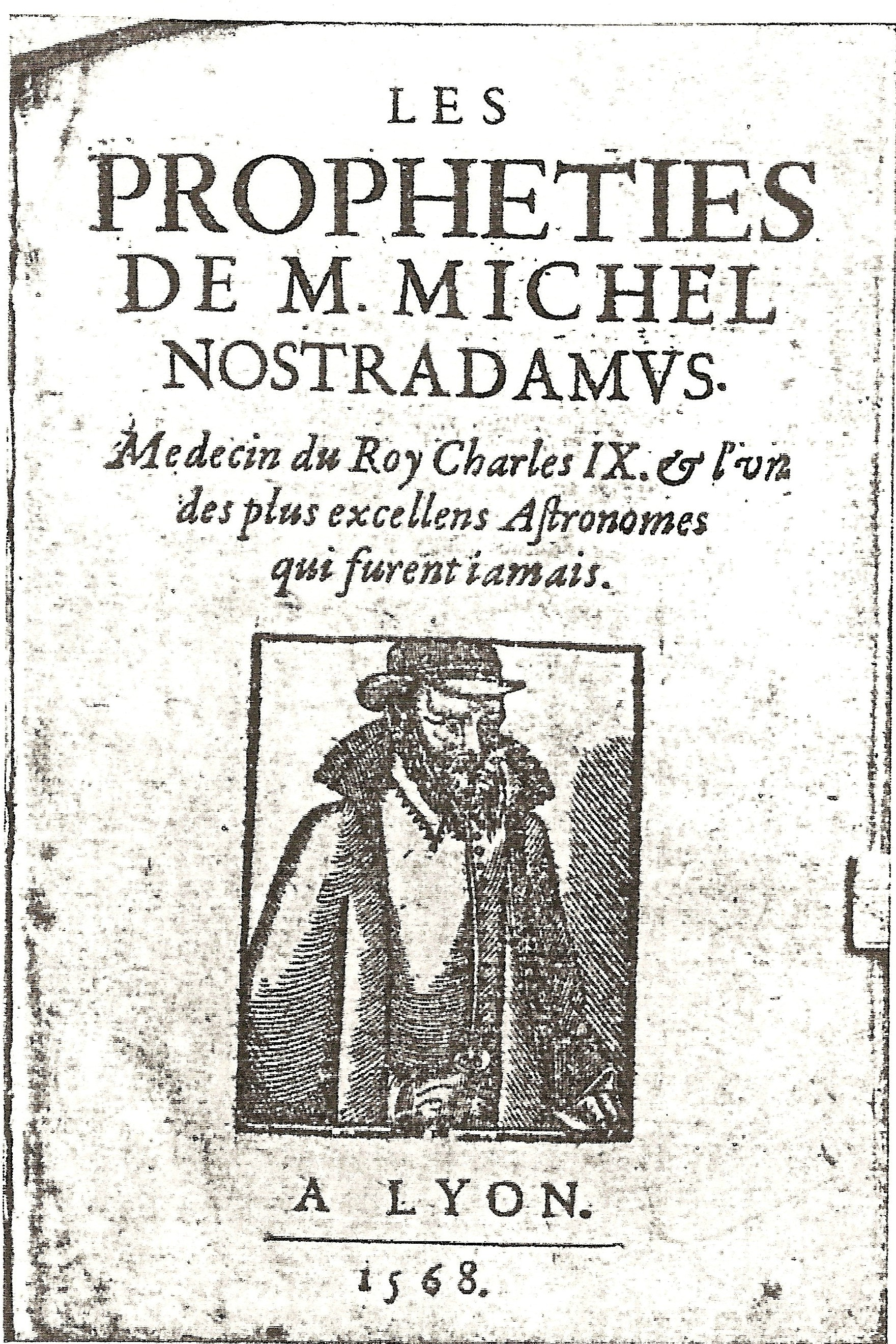
偽1568年版（1649年頃）

1568年リヨン版には、ニセ版も複数出されている。まず、1649年頃には、『国王シャルル9世の侍医にして不世出の卓抜な天文学者の一人であったミシェル・ノストラダムス師の予言集。リヨン、1568年』（Les Propheties de M. Michel Nostradamus. Medecin du Roy Charles IX. & l'un des plus excellens Astronomes qui furent iamais）と題する偽版が、トロワもしくはパリで出版された。
これは、当時ジュール・マザランを中傷するために出されていたマザリナードに類するもので、以下のようなニセの詩篇が織り交ぜられた版だった。
7-42
Quant Innocent tiendra le lieu de Pierre,
Le Nirazam Cicilien (se verra
En grands honneurs) mais apres il cherra,
Dans le bourbier d'une civille guerre. 
インノケンティウスがペテロの座についている時
シチリア人のニラザムは（自覚するだろう
大いなる栄誉のうちにあると。）しかし後に没落するだろう。
内戦の泥沼のなかで
7-43
Lutece en Mars, Senateurs en credit,
Par une nuict Gaule sera troublee,
Du grand Croesus l'Horoscope predit,
Par Saturnus, sa puissance exillee.
マルス（＝戦火）の中にあるルテティア、信頼ある元老院議員たち。
夜にガリアは混乱させられるだろう。
大クロイソスのホロスコープは予言する。
サトゥルヌスによって、彼の権力は追放されることを。
ニラザン（Nirazam）はマザラン（Mazarin）の単純なアナグラムである。クロイソスは富豪で知られる古代リディア王国の王で、財と権勢を誇ったマザランの比喩だという。つまりは、どちらもマザランの没落を祈って書かれたものである。
この版は、1656年の著者未詳の注釈書『ミシェル・ノストラダムス師の真実の四行詩集の解明』にて、既に偽物であることが指摘されていた。そのため、後の時代の版にはほとんど影響を及ぼさなかったのだが、テオフィル・ド・ガランシエールは1672年に初の英仏対訳版『予言集』を出版したときに、この偽版を底本にした。彼は上記のニラザン（ガランシエールの版では Nizaram となっている）の詩について、こう註解している。
この予言以上に平易で正しいものがあるはずがない。それを否定する人は、太陽の光だって否定してしまうのだろう。（略）にもかかわらず、私が40年前にこれを読んだときには、馬鹿げたものと受け止めていた。
ジェームズ・ランディが指摘するように、この詩を40年前（1632年）に読んだことはありえず、少なからず誇張が含まれている。これらのあからさまな偽の詩篇は、日本で唯一の仏和対訳版『予言集』にも、本物として収録されている。
なお、この偽1568年版のタイトルページは1605年版のものと酷似しており（上掲の画像参照）、内容も1605年版以降でないと現れないものが含まれていることから、直接1568年版を参照したのではなく、1605年版を基にしたのだろうと推測されている。

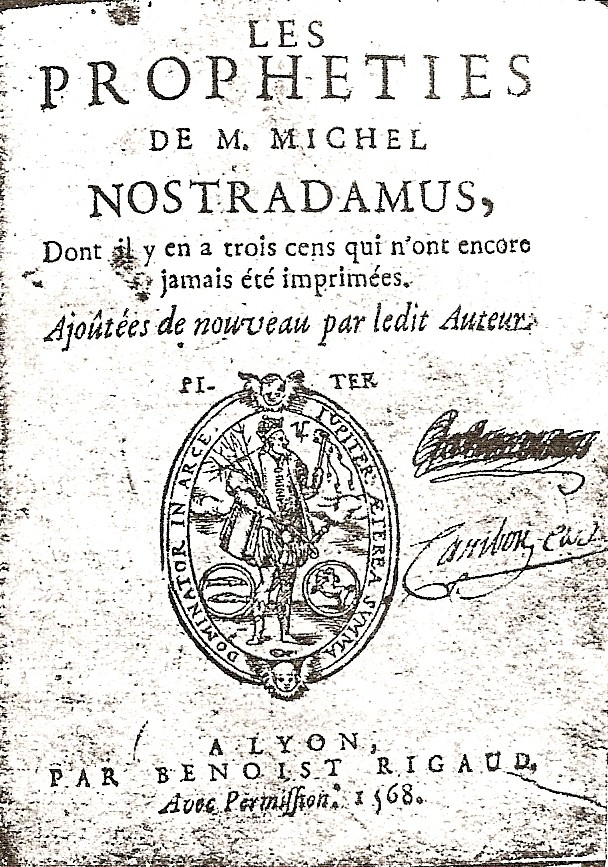
18世紀後半に出された偽1568年版

もうひとつ、全く異なる偽版がある。これは本来の1568年版のタイトルや版元の記載を忠実に写したものだが（画像参照）、木版画は全く異なっている。この木版画も含む表紙のデザインを、ノストラダムス自身が手がけたと主張する者もいるが、裏付けるような資料はない。
この偽版の作者は、正書法の変化に無頓着なため、16世紀当時の表記に比べると現代の綴りに近くなっている（NOSTRADAMVS→NOSTRADAMUS, Adioustees→Ajoûtéesなど）。この綴り字と正書法の歴史的変化の比較から、18世紀以降の版であろうということは、1960年代には指摘されていた。現在では、よく似たデザインの暦書が1792年に出版されていることなどから、1772年から1792年に出版されたものだろうと推測されている。ただし、実際の出版地や出版社については、明らかになっていない。
19世紀の段階では本物と考えられていたため、19世紀の注釈者アナトール・ル・ペルチエが校訂本を出版したときにも、底本のひとつとして用いられた。
この版の内容は、オリジナルの1568年版と異なって、2部構成を採っていない。また、百詩篇第6巻2番の後半2行が、次のように改変されている。
本来の原文
En l'an sept cens, & trois cieulx en tesmoings,
Que plusieurs regnes vn à cinq feront change.
七百と三の年に、諸天は証する
一から五までいくつかの王国が変化するであろうことを。
改変された原文
En l'an sept cens et neuf cieux seront tesmoings,
Que pour de l'or en bled non sans peine il change.
七百と九の年に、諸天は証する
金を小麦に替えるのには痛みを伴うということを。
この改変はほとんど相手にされていないが、信奉者のストゥワート・ロッブなどは、1709年に凶作で小麦価格が高騰したことを特筆している。

## 影印版と普及版
影印本は少なくとも2度出されている。1940年にミュンヘンでカール・エルンスト・クラフトによって出された版と、2000年にリヨンでミシェル・ショマラによって出された版である。前者の底本は不明だが、C版と同じものとされる。後者の底本はリヨン市立図書館ショマラ文庫である。
1568年版を転記した版としては、信奉者の立場で予言解釈を展開したエリカ・チータムとジョン・ホーグの著書がある。チータムは、オックスフォード大学在学中にテイラー図書館（Taylorian Library）で1568年版を見たのがノストラダムスの解釈を行うきっかけになったと語っているが、編纂の際の底本が何であるかは明言していない。原文そのものは、マルセイユ市立図書館のそれと酷似している。ただし、日本語訳されたものは、それと違い、チータム自身が原文を少し改変したものである。
ホーグの場合、底本はアルボー博物館のものであると明示している。
日本では、第二部のみに限っては、ラメジャラーの著書のなかで忠実に転記されている。

## 偽作説
既に見たように、第二部がノストラダムスの死後の偽作とする説が存在する。
ジャック・アルブロンは、それにとどまらず『予言集』初版、1557年版などと同様に、1568年版も、カトリック同盟に関連した政治的意図で捏造された偽物に過ぎないと主張している。彼は1568年版を忠実に写したとされる1590年カオール版こそが、現在伝わる形の第二序文が最初に現れた版だと主張している。
彼の偽作説には、当時のタイポグラフィなどの分析などを基にした反論が複数出されている。